# 가미이타역
가미이타역(일본어: 上伊田駅)은 일본 후쿠오카현 다가와시에 위치한 헤이세이 지쿠호 철도 다가와 선의 철도역이다. 단선 승강장 1면 1선의 구조를 갖춘 지상역이다.

## 역 주변
- 후쿠오카 현도 204호 다가와사이가와 선
- 후쿠오카 현도 456호 가나다나쓰요시이다 선

## 역사
- 2001년 3월 3일 : 헤이세이 지쿠호 철도에 의해 개업.

## 인접 역
| 헤이세이 지쿠호 철도 ■ 다가와 선 | 헤이세이 지쿠호 철도 ■ 다가와 선 | 헤이세이 지쿠호 철도 ■ 다가와 선 |
| -------------------------------- | -------------------------------- | -------------------------------- |
| 마가리카네 유쿠하시 방면         | ■ 다가와 선                      | 다가와이타 다가와이타 방면       |